# Тролейбус Лінца
Тролейбус Лінца (нім. Oberleitungsbus Linz) — тролейбусна мережа австрійського міста Лінц. Одна з двох діючих тролейбусних мереж Австрії.

## Історія
Перші тролейбуси вулицями міста почали курсувати 15 травня 1944 року, перший маршрут був довжиною трохи більше 8 км та обслуговувався 10 тролейбусами. Невдовзі після відкриття тролейбусна мережа була пошкоджена внаслідок бомбардувань, але незабаром по закінченні Другої світової війни тролейбусна інфраструктура була відновлена та почалося будівництво нових ліній. У 1949 році для обслуговування нових маршрутів було придбано 20 тролейбусів фірми Gräf & Stift. Практично вся мережа була побудована у 1950-ті роки та не зазнавала великих змін у наступні десятиліття. Перші зчленовані тролейбуси з'явилися в Лінці у 1960 році та пропрацювали на маршрутах до середини 1980-х років коли сталося наступне оновлення рухомого складу. Перші низькопідлогові тролейбуси були придбані перевізником у 2000 році, частина з яких пізніше була передана до Івано-Франківська у 2017 році. У червні 2014 року був оголошений тендер на закупівлю сучасного рухомого складу для заміни застарілих моделей. Переможцем конкурсу стала компанія Van Hool яка зобов'язалася до 2019 року поставити 20 трисекційних низькопідлогових тролейбусів моделі Van Hool Exqui.City 24T довжиною 24,7 метра та вартістю близько 1 млн євро за одиницю. Повне оновлення рухомого складу було проведене до березня 2019 року.

## Маршрути та інтервали

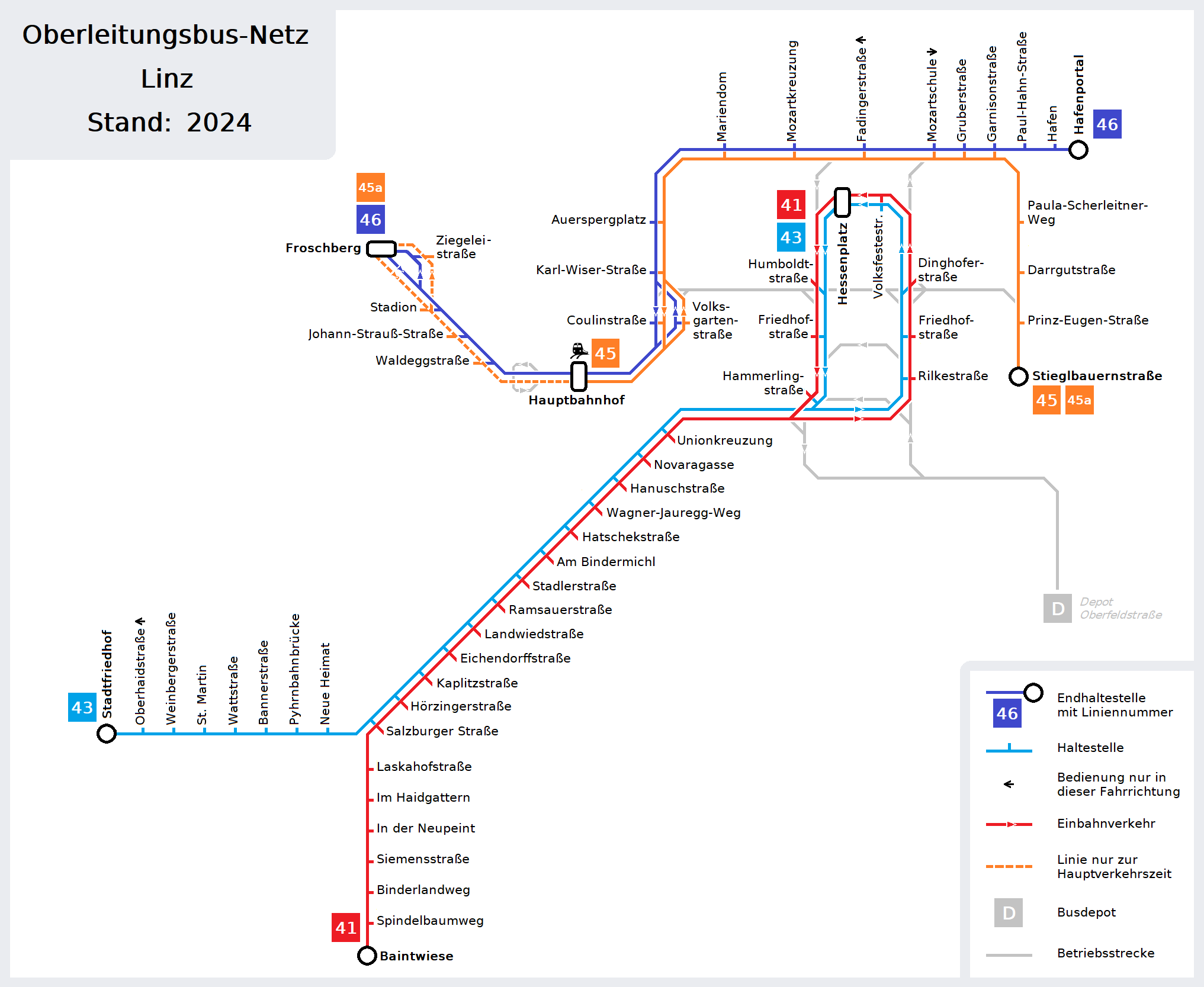
Схема маршрутів

Станом на серпень 2020 року в місті працює 5 тролейбусних маршрутів. Інтервал руху починається від 10 хвилин у годину пік, пізно ввечері збільшується до 30 хвилин.
- 41 Гессенплац — Байнтвізе
- 43 Гессенплац — міський цвинтар (місто Траун)
- 45 Stieglbauernstraße — Центральний вокзал
- 45а Фрошберг — Stieglbauernstraße
- 46 Хафен — Фрошберг

## Галерея

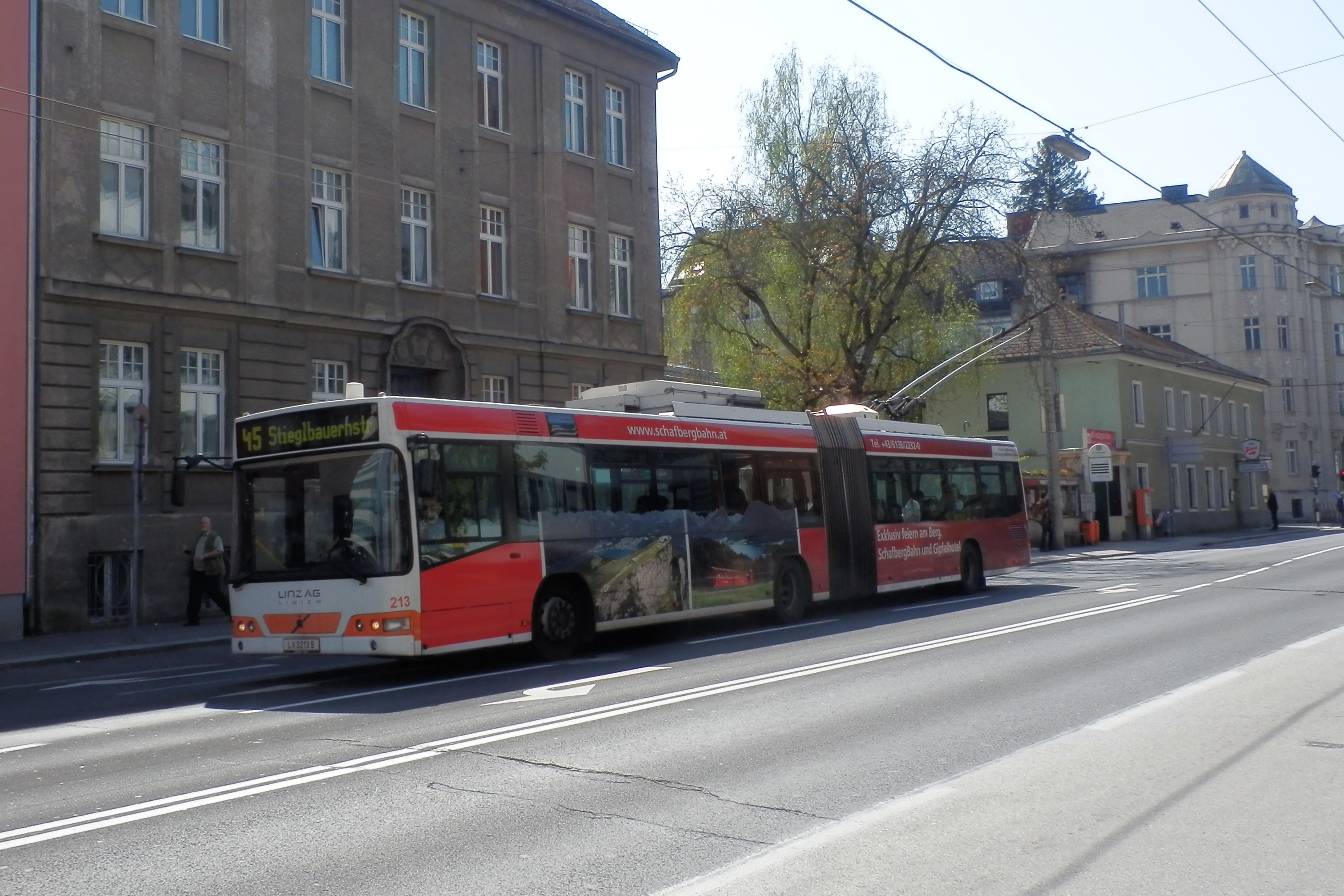
Зчленований двосекційний тролейбус на вулицях міста
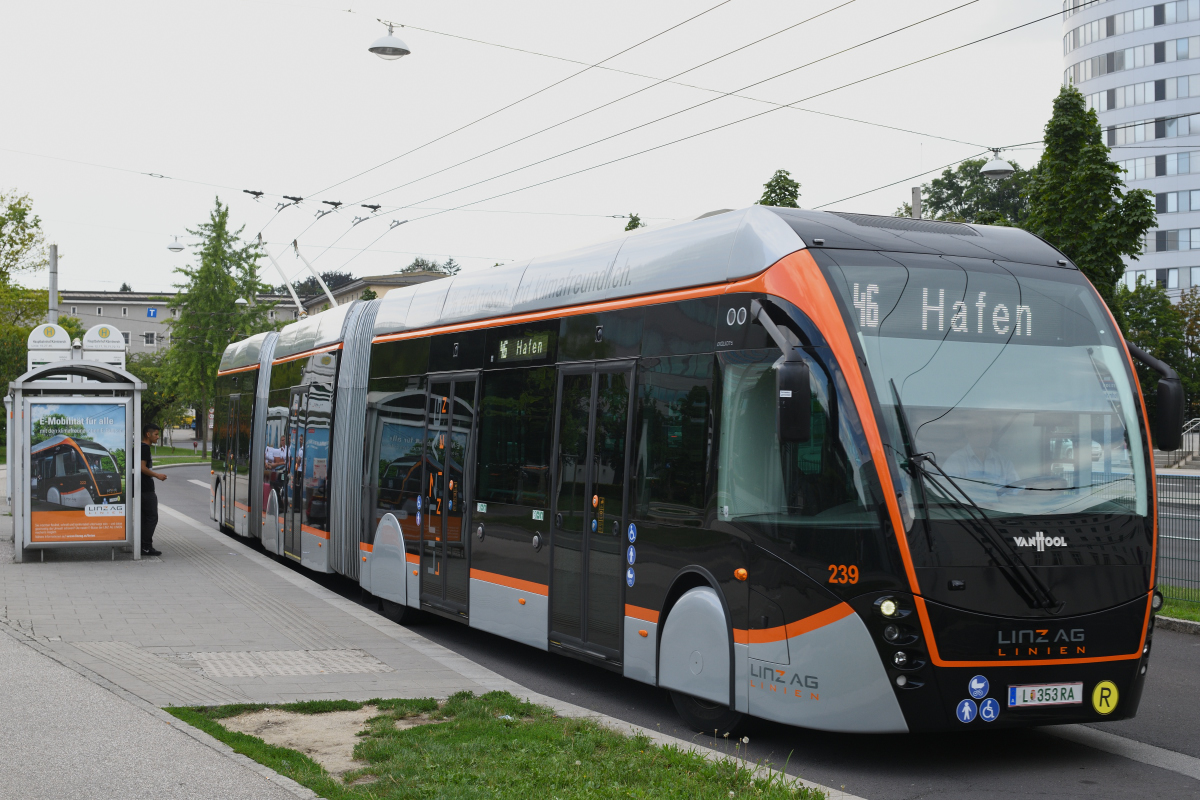
Сучасний трьохсекційний тролейбус на одній із зупинок
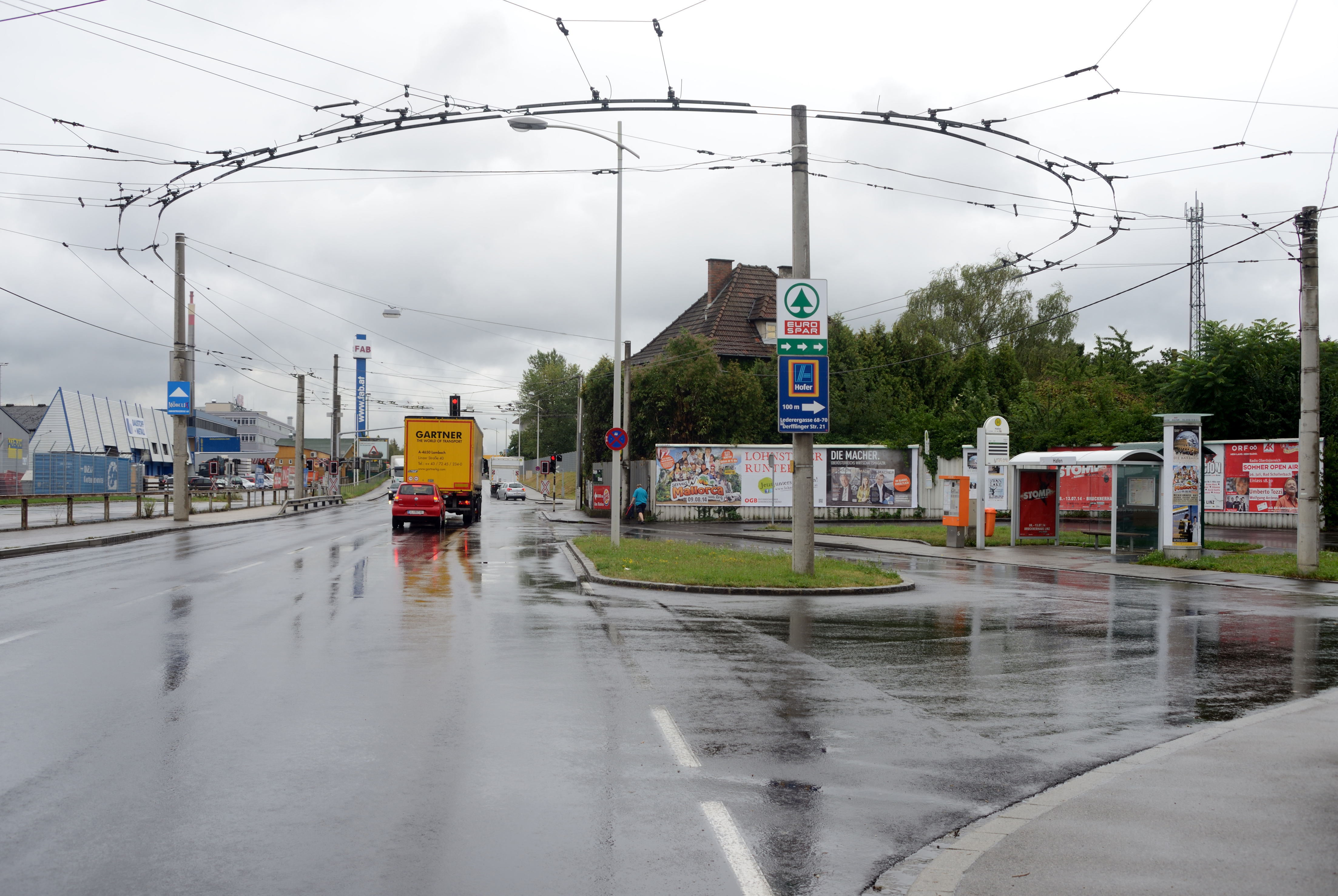
Одне з оборотних кілець